# Tiziano Mutti
Tiziano Mutti (Trescore Balneario, 16 aprile 1952) è un ex calciatore e allenatore di calcio italiano, di ruolo terzino.
Era noto come Mutti I, per distinguerlo dal fratello minore Bortolo, anch'egli calciatore e poi allenatore.

## Carriera

### Calciatore
Formatosi nell'Inter, con la società meneghina vinse il Torneo di Viareggio 1971; con la prima squadra, tuttavia, giocò solo l'incontro di Coppa Italia 1971-1972 del 1º luglio 1972, perso dai neroazzurri contro il Torino
Nell'estate del 1972 fu ceduto in prestito alla Lucchese, club con cui raggiunse il terzo posto del girone B della Serie C 1972-1973. La stagione seguente fu ceduto dall'Inter nuovamente in prestito, questa volta al Taranto. Con i pugliesi ottiene il quinto posto nella Serie B 1973-1974, disputando un campionato da titolare.
Nella stagione 1974-1975 Mutti viene ceduto dai milanesi ai rossoblu del Genoa in comproprietà, società militante in cadetteria. Con la compagine genovese ottiene il settimo posto della Serie B 1974-1975. Nel 1975, tornato all'Inter, è prestato all'Avellino, società con cui disputa solo quattro incontri poiché nell'ottobre dello stesso anno passa al Como, in Serie A.
L'esordio con i lariani coincide con l'esordio di Mutti in massima serie ed è datato 16 novembre 1975 nella vittoria casalinga dei comaschi per 3-0 contro la squadra detentrice del suo cartellino, l'Inter. Nella stagione in massima serie con il Como marca dieci presenze, retrocedendo in cadetteria a causa del penultimo posto ottenuto.
Nel 1976 l'Inter lo cede definitivamente al Piacenza, militante in Serie C. Con gli emiliani gioca due stagioni (la seconda da capitano), ottenendo come miglior piazzamento il quarto posto nel girone A nel campionato 1977-1978. Nell'estate del 1978 passa al Savona, dove rimane per una stagione, e chiude la carriera con la maglia della Virescit Boccaleone disputandovi quattro campionati e conquistando la promozione in Serie C2 nel 1981.

### Allenatore
Guida il Ponte San Pietro nel Campionato Interregionale 1984-1985, e dopo una parentesi alla Virescit Boccaleone allena diverse formazioni dilettantistiche del Bergamasco (Grumellese, Bagnatica, Aurora Trescore).

## Palmarès

### Giocatore

#### Competizioni giovanili
- Torneo di Viareggio: 1

Inter: 1971

#### Competizioni nazionali
- Serie D: 1

Virescit Boccaleone: 1980-1981
- Campionato Interregionale: 1

Virescit Boccaleone: 1983-1984